# Sphagniana ussuriana
Sphagniana ussuriana är en insektsart som först beskrevs av Boris Petrovich Uvarov 1926.  Sphagniana ussuriana ingår i släktet Sphagniana och familjen vårtbitare. Inga underarter finns listade i Catalogue of Life.